# František Lorenc
František Lorenc (? – ?) Európa-bajnok csehszlovák jégkorongozó.
Az 1925-ös jégkorong-Európa-bajnokságon aranyérmes lett a csehszlovák válogatottal. 2 mérkőzésen játszott és nem ütött gólt.
Klubcsapata a HC Sparta Praha volt.